# Joan Francesc Peris
Joan Francesc Peris García (Valencia, 1957) es un político ecologista español de la Comunidad Valenciana. Es el portavoz de Els Verds del País Valencià (EVPV) y co-portavoz de la Confederación de los Verdes, de la que EVPV forma parte.
En el año 2017, Joan Francesa Peris, publicó un libro de poemas, titulado "Amors de tardor"

## Actividades políticas
Comenzó su trayectoria política en el seno del Partit Comunista del País Valencià y de Esquerra Unida del País Valencià. En la legislatura 1995-1999 fue concejal en el ayuntamiento de Gandía, en el que la socialista Pepa Frau gobernaba merced a un pacto con Esquerra Unida y el Bloc Nacionalista Valencià, haciéndose cargo del departamento de Medio Ambiente. Peris formaba parte de Nova Esquerra, la rama valenciana de Nueva Izquierda, la corriente de Izquierda Unida. Cuando Nueva Izquierda se convirtió en partido político, Peris pasó a la nueva formación. En 1999, el Partido Democrático de la Nueva Izquierda (PDNI) sellaba un acuerdo electoral con los socialistas para concurrir conjuntamente a las elecciones de ese año con la denominación PSOE-Progresistas. Peris fue candidato por Valencia dentro de las listas socialistas a las Cortes Valencianas, así como número cinco de la lista municipal en Gandía encabezada por Pepa Frau. Peris resultó elegido diputado autonómico y concejal.
Sin embargo, cuando en 2001 el PDNI decidió integrarse en el PSOE, Peris se opuso a la decisión, creando Esquerra Verda-Iniciativa pel País Valencià. Como líder de Esquerra Verda-Iniciativa del País Valencià, defendió la creación de una coalición electoral con el Bloc Nacionalista Valencià en las elecciones autonómicas de 2003. Dicha coalición obtuvo 114.122 votos, el 4,77% lo cual no permitió conseguir representación debido a la barrera electoral del 5%. Sin embargo, sí que consiguió acta de concejal en Gandía, integrándose como tercer teniente de alcalde en el equipo municipal del socialista José Manuel Orengo. La coalición de Esquerra Verda con el Bloc Nacionalista Valencià obtuvo tres concejales, entre ellos Peris). En 2004, Esquerra Verda se fusionó con Izquierda Alternativa de Buñol y Els Verds en 2004 en el actual Los Verdes del País Valenciano.
En la convocatoria del 2007, ya como co-portavoz de Els Verds del País Valencià, participó en las listas del Compromís pel País Valencià, pero al producirse la crisis de la misma, tomó posición a favor de los postulados de EUPV y en contra del BLOC, Iniciativa del Poble Valencià y Els Verds-Esquerra Ecologista del País Valencià. En las municipales, Peris encabezó la lista municipal por Gandía de Els Verds del País Valencià, que se presentó en solitario, sin conseguir representación.
En las elecciones municipales de 2011, Peris fue elegido por la asamblea local de EVPV como candidato a la alcaldía de Gandía. Sin embargo, finalmente EVPV formalizó una alianza con el PSOE y Peris dio paso a otros militantes verdes.

## Actividades profesionales
Joan Francesc Peris es profesor de Geografía e Historia de Educación Secundaria. Ha sido director del Instituto de Formación Profesional Alto Palancia de Segorbe y secretario de Organización de la Federación de Enseñanza de CCOO-PV.
En marzo de 2007 publicó el libro "El País Valencià serà d'esquerres (i verd) o no serà", publicado por la Editorial 3i4.
En diciembre de 2016, Onada Edicions le publicó un primer poemario "Amors de tardor", que ha tenido una buena acogida entre los amantes de la poesía, llegando a tres ediciones.
En noviembre de 2018, tras el éxito del primer poemario, Onada Edicione publica un segundo poemario de Joan Francesc Peris, "Sempre és temps d'estimar". Enrique Sancho, escribe en el epílogo del libro, "Peris, con un trasfondo de Estellés canta con aparente sencillez y musicalidad sus versos, entre anhelos y deseos, mostrándonos lo que hay dentro de él, sin complejos ni escondrijos artificiosos".